# Ратнівська районна рада
У зв'язку зі зміною адміністративно-територіального поділу в Україні,ця стаття втратила актуальність і має бути вилучена.
Ратнівська районна рада — районна рада Ратнівського району Волинської області, з адміністративним центром у смт Ратне.
Ратнівській районній раді підпорядковані одна селищна та 21 сільська рада, до складу яких входить 22 населених пунктів, з-поміж них одне селище міського типу — Ратне. Сукупне населення району, включаючи новостворену Заболоттівську об'єднану територіальну громаду, станом на 1 січня 2017 становить 52 233 осіб.

## Склад ради
Рада складається з 34 депутатів, в тому числі і голова ради.
Станом на 2017 рік голова районної ради — Макарук Михайло Михайлович (1975 року народження). Заступник голови — Бенедисюк Олександр Олександрович (1963 року народження).
Попередній голова — Макарук Микола Михайлович, 1960 року народження, в нинішньому складі є депутатом районної ради від партії «Укроп».

## ЗМІ району
Районна громадсько-політична газета «Ратнівщина» [Архівовано 18 грудня 2016 у Wayback Machine.]